# 法國國鐵TGV La Poste列車
TGV La Poste（中文别称TGV邮政）是法国国家铁路公司为法国邮政实现高效运输而设计的专用于高速货运和邮件运输的列车。这款TGV Sud-Est衍生车型的最高时速为270km，是当时世界上速度最快的货运列车。该列车已于2015年除籍。

## 服务
这些列车由阿尔斯通于1978年至1986年间制造。此TGV列车实质上是经过改装用于运输邮件的TGV Sud-Est列车组。共建造了5列半列车，编号为1至5。另外两辆，编号为6号和7号，由原 TGV-SE 38号列车改装而成。每组半列车由一辆动力车和四辆中间拖车组成。
2009年，法国邮政将每日往返班次从8次减少到6次。 
2012年3月21日，一列示范货运列车开往伦敦圣潘克拉斯车站 ，但此后便没有后续行动。
2015年中，法国邮政终止了TGV邮政运营，计划将邮件服务转移到可拆卸貨箱，事关重大物流重组和扩张的一部分，而列车组无法处理这种服务。此外，由於快速隔夜邮件服务的需求持續下降，最后一次服务于2015年6月27日从卡瓦永（马赛）開往夏洛莱（巴黎）。法国邮政並为该车队寻找买家，然三列列车於2016年12月皆被埃佩尔奈冶金公司拆解，只剩下半列备用列车。

## 机队详情
| 班级     | 使用班次     | 制造年份 | 运营商   | 当前单位 | 注释                                 |
| -------- | ------------ | -------- | -------- | -------- | ------------------------------------ |
| 923000系 | 2.5（5组半） | 1981     | 法国邮政 | P1-P5    |                                      |
| 923000系 | 1 (2组半)    | 1984     | 法国邮政 | P6-P7    | 根据SNCF TGV Sud-Est客运列车38号改装 |

## 延伸閱讀
- Perren, Brian. Kelly, Peter , 编. . RAIL. No. 246. 15–28 February 1995: 36–37. ISSN 0953-4563.